# قطعنامه ۷۰۵ شورای امنیت
قطعنامه  ۷۰۵ شورای امنیت سازمان ملل متحد که در تاریخ ۱۵ اوت ۱۹۹۱ تصویب شد، سندی بین‌المللی دربارهٔ عراق است. این قطعنامه طی نشست ۳۰۰۴ام با ۱۵ رای موافق، ۰ مخالف و ۰ ممتنع تصویب شد.